# Садуллаева, Сафина Эркиновна
Сафина Эркиновна Садуллаева (узб. Safina Erkinovna Sa'dullaeva; род. 4 марта 1998 года, Узбекистан) — узбекская легкоатлетка , специализирующаяся в прыжках в высоту, чемпионка Азиатских игр 2022 года, мастер спорта Республики Узбекистан международного класса. В 2015 году на чемпионате Азии среди юношей и девушек в возрасте до 18 лет завоевала золотую медаль. В 2017 году на Азиатских играх в помещении завоевала серебряную медаль.

## Карьера
Начала заниматься легкой атлетикой у тренера Рузалии Зянгуровой. В 2015 году на чемпионате Азии среди юношей и девушек в возрастной категории U18 в Дохе (Катар) завоевала золотую медаль с результатом 1.71 м.
В 2017 году на Азиатских играх в помещении в Ашхабаде заняла второе место с результатом 1.83 м. В этом же году на международном турнире памяти Гусмана Косанова в Алма-Ате с результатом 1.85 м стала первой.
С 2018 года стала тренироваться у заслуженного тренера Узбекистана Алима Ахмеджанова. В этом же году принимает участие на чемпионате Азии в помещении в Тегеране, но занимает всего лишь четвёртое место с результатом 1.75 м.
В 2019 году на международном турнире на призы Ольги Рыпаковой в Усть-Каменогорске завоевала первое место с личным рекордом 1,92 м.
28 мая 2021 года на открытом чемпионате Узбекистана по лёгкой атлетике в Ташкенте Садуллаева стала победительницей в прыжках в высоту с результатом 1.96 м и выполнила лицензионный норматив для участия в летних Олимпийских играх в Токио. 30 июня 2021 года президент Узбекистана Шавкат Мирзиёев наградил Сафину Садуллаеву медалью «Шухрат».
В квалификации на летних Олимпийских играх 2020 года смогла одолеть планку высотой 1.95 м и таким образом прошла в финал турнира. В финале со второй попытки взяла высоту 1.96 м, но высота 1.98 м с трёх попыток не покорилась ей и Сафина заняла 6-е место.
В 2021 году указом президента Узбекистана Шавката Мирзиёева]за выдающийся вклад в развитие олимпийского движения награждена медалью «Келажак бунёдкори».
На чемпионате мира в помещении 2022 года в Белграде с результатом 192 см заняла шестое место.
На чемпионате мира 2022 года в Орегоне заняла пятое место с повторением личного рекорда (196 см). Садуллаева стала лучшей среди всех азиатских прыгуний.